# Phyllanthus leptoneurus
Phyllanthus leptoneurus är en emblikaväxtart som beskrevs av Ignatz Urban. Phyllanthus leptoneurus ingår i släktet Phyllanthus och familjen emblikaväxter. Inga underarter finns listade i Catalogue of Life.